# 恋におちたシェイクスピア (戯曲)
『恋におちたシェイクスピア』（こいにおちたシェイクスピア、Shakespeare in Love）は、アメリカ映画『恋におちたシェイクスピア』を原作とするストレートプレイ作品である。リー・ホールが台本を手掛けている。

## 上演
2011年11月に『ヴァラエティ』により、ディズニー・シアトリカル・プロダクションズがロンドンでソニア・フリードマン・プロダクションズとともに映画の舞台版を制作しようとしているということが報じられた。2013年11月に公式に上演予定が告知された。
ロンドンのウェスト・エンドにあるノエル・カワード劇場で2014年7月22日に初演された。ディズニー・シアトリカル・プロダクションズとソニア・フリードマン・プロダクションズが製作、デクラン・ドネランが演出、ニック・オーメロッドがデザイン、パディ・カニーンが音楽を担当した。初演ではデヴィッド・オークスがクリストファー・マーロウ、トム・ベイトマンがウィル・シェイクスピア、ルーシー・ブリッグズ＝オーウェンがヒロインであるヴァイオラ・デ・レセップスを演じた。このプロダクションは『デイリー・テレグラフ』、『インデペンデント』、『ガーディアン』から好評を博した。2015年4月18日に閉幕した。
北米初演は2016年にカナダのオンタリオ州ストラトフォードのストラトフォード・フェスティバルで行われた。
アメリカ合衆国初演は2017年2月18日にオレゴン州アシュランドのオレゴン・シェイクスピア・フェスティバルで行われた。ロードアイランド州ポータケットにあるバーベッジ・シアターでも2018-2019年のシーズンに上演された。
2017年に南アフリカ共和国初演がケープタウンのフガード劇場で行われた。グレッグ・カーヴェラスが演出、エリック・エイブラハムが制作を担当し、ディラン・エディがウィル・シェイクスピア役、ロクサヌ・ヘイワードがヴァイオラ・デ・レセップス役を演じた。この公演は売り切れとなり、成功したために2018年にヘイワードが同じ役、ダニエル・ムピロ・リチャードがウィル・シェイクスピア役で再演された。
2017年11月14日に劇団四季による日本語での上演決定が発表され、12月末に四季芸術センターにて劇団内オーディションが実施された。2018年に松岡和子訳による台本を用い、青木豪演出で上演された。2018年6月22日 - 8月26日にJR東日本アートセンター自由劇場（以下自由劇場、東京初演）で、2018年9月7日 - 9月30日に京都劇場（京都初演）で、2018年10月12日 - 11月25日に自由劇場（東京再演）で、2018年12月23日 - 2019年1月6日予定：キャナルシティ劇場（福岡初演）で上演された。

## キャスト

### ロンドン初演
- Lucy Briggs-Owen  - ヴァイオラ・デ・レセップス
- Tom Bateman - ウィリアム・シェイクスピア
- David Oakes  - クリストファー・マーロウ
- Paul Chahidi - フィリップ・ヘンズロー
- Alistair Petrie - ウェセックス卿
- Doug Rao - エドワード・アレン
- Anna Carteret - エリザベス1世
- Ian Bartholomew - エドマンド・ティルニー
- David Ganly - リチャード・バーベッジ
- Abigail McKern - 乳母
- Ferdy Roberts  - ヒュー・フェニマン
- Patrick Osborne - ワバッシュ
- Harry Jardine - サム
- Colin Ryan - ジョン・ウェブスター
- Richard Howard - サー・ロバート・デ・レセップス
- Charlie Tighe - ノル／音楽家
- Tony Bell - ラルフ
- Thomas Padden - ボートマン／音楽家
- Elliott Rennie - ケイトリン／音楽家
- Timothy O'Hara - アンサンブル
- Daisy Boulton - アンサンブル
- Janet Fullerlove - アンサンブル
- Michael Chadwick - アンサンブル
- Sandy Murray - アンサンブル／ダンス／キャプテン
- Tim van Eyken - アンサンブル／音楽監督[18]

### 劇団四季版
| 役柄                       | 俳優名       | 初出演日       | 初出演地 |
| -------------------------- | ------------ | -------------- | -------- |
| ウィリアム・シェイクスピア | 上川一哉     | 2018年6月22日  | 自由劇場 |
| ウィリアム・シェイクスピア | 田中彰孝     | 2018年10月12日 | 自由劇場 |
| ヴァイオラ・ド・レセップス | 山本紗衣     | 2018年6月22日  | 自由劇場 |
| ヴァイオラ・ド・レセップス | 磯貝レイナ   | 2018年11月3日  | 自由劇場 |
| クリストファー・マーロウ   | 田邊真也     | 2018年6月22日  | 自由劇場 |
| バーベッジ                 | 阿久津陽一郎 | 2018年6月22日  | 自由劇場 |
| ウェセックス               | 飯村和也     | 2018年6月22日  | 自由劇場 |
| ヘンズロウ                 | 神保幸由     | 2018年6月22日  | 自由劇場 |
| フェニマン                 | 志村要       | 2018年6月22日  | 自由劇場 |
| エリザベス女王             | 中野今日子   | 2018年6月22日  | 自由劇場 |
| ティルニー                 | 味方隆司     | 2018年6月22日  | 自由劇場 |
| ティルニー                 | 星野元信     | 2018年7月16日  | 自由劇場 |
| 乳母                       | 増山美保     | 2018年6月22日  | 自由劇場 |
| ネッド・アレン             | 神永東吾     | 2018年6月22日  | 自由劇場 |
| ウェブスター               | 平田了祐     | 2018年6月22日  | 自由劇場 |

※太字はオリジナルキャスト
スタッフ
- 演出 : 青木豪
- 翻訳 : 松岡和子
- 音楽 : 笠松泰洋
- 衣裳 : レッラ・ディアッツ
- 美術 : 高橋知子
- 照明 : 門脇寿志
- 原作映画脚本 : マーク・ノーマン、トム・ストッパード
- 台本 : リー・ホール

## 関連作品
元生茂樹、福山桜子台本による『シェイクスピア物語～真実の愛』は本作と同じく『恋におちたシェイクスピア』を原作とした戯曲であるが、異なる作品である。